# Negližé

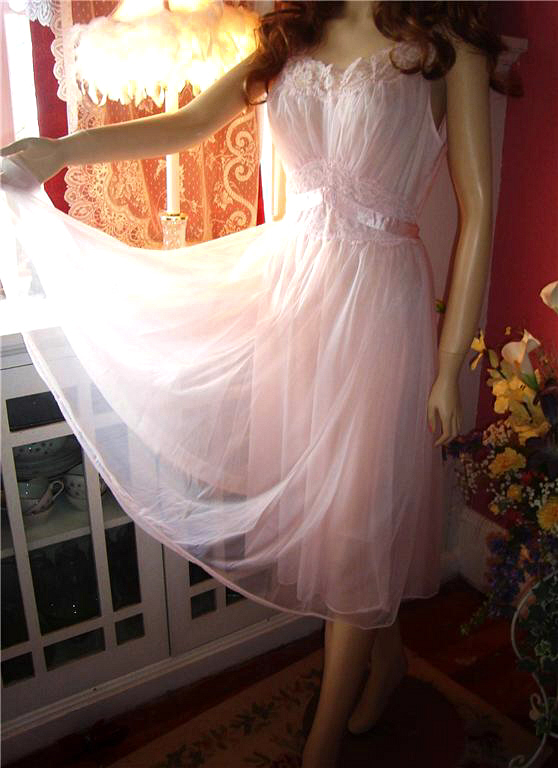
Moderní negližé

Negližé (někdy zastarale nedbalky) bylo od doby rokoka méně formální společenské oblečení, ve kterém dámy přijímaly své hosty. Tvořila je volná šněrovačka (korzet), nařasená splývající sukně, tenký plášť přehozený přes ramena a třírohý šátek, který zakrýval výstřih.
Nešlo tedy o prádlo, ale dnes se termínem negližé spíše označuje druh luxusního nočního prádla, které zvýrazňuje ženskost. Používaný materiál pro výrobu je obvykle satén, který se vyznačuje hebkostí, přičemž je velmi příjemný na dotek a lesklý na povrchu.